# 谢苗·卡列特尼克
谢苗·米基托維奇·卡列特尼克（烏克蘭語：Семен Мики́тович Каретник；1893年—1920年11月26日），烏克蘭無政府主義者及烏克蘭革命起義軍指揮官。他經常取代內斯托爾·馬赫諾成為黑軍最高指揮官。卡列特尼克因其在1920年11月在克里米亞擊敗白軍而聞名。

## 外部連結
- http://www.hrono.ru/biograf/bio_k/karetnik_semen.html （页面存档备份，存于）
- http://www.kdkv.narod.ru/Maxno/Maxno-spis.htm （页面存档备份，存于）
- http://militera.lib.ru/memo/russian/plaskov_gd/05.html （页面存档备份，存于）